# BabelZilla
BabelZilla je webový server a komunita určená k lokalizaci rozšíření aplikací spadajících pod Mozilla Application Suite. Především se zaměřuje na skupinu Mozilla aplikací založených na Gecko. 

## Princip činnosti BabelZilla
Pro fungování systému BabelZilla jsou potřebné dva jednoduché kroky:
- vývojář nebo jeho zástupce nahraje pomocí systému BabelZilla (Web Translation System) své rozšíření na server,
- dobrovolní překladatelé z celého světa poskytnou zdarma překlad.

Tímto způsobem bylo již zasláno 54 000 překladů (viz dále).

## Statistika projektu
V současné době (leden 2011) poskytuje BabelZilla překlady pro 934 rozšíření. Překladatelé již zaslali 18 000 lokalizací do celkem 170 jazyků, samozřejmě včetně češtiny. Projekt má asi 11 700 registrovaných uživatelů, denně je na něm až 530 registrovaných uživatelů.